# Siemens Gamesa

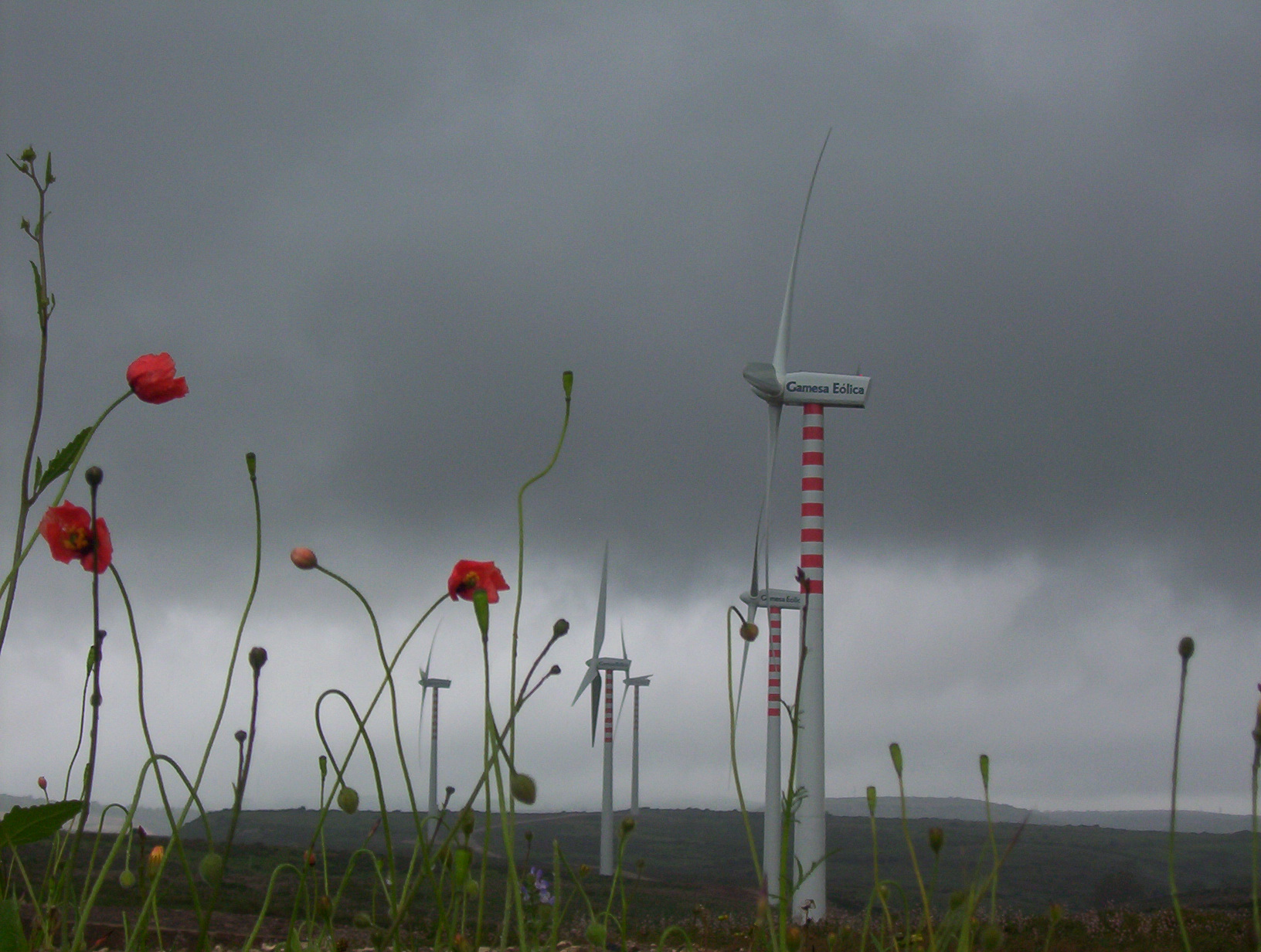
Des éoliennes de la marque Gamesa près de Florinas en Italie

Ancien logo de Gamesa Corporación

Siemens Gamesa est une entreprise germano-espagnole cotée à l'Ibex 35 ; classée second fabricant européen d’aérogénérateurs et l’un des principaux au monde (en 2009). Elle réalise la conception, la fabrication, la vente, l’installation ainsi que l’exploitation et la maintenance de ses aérogénérateurs. En tant que promoteur de centrales de production d’énergie, Siemens Gamesa mène aussi la promotion, la construction, l’exploitation et la vente de parcs éoliens.
Après l'annonce de défauts touchant près de 30 % de ses éoliennes, et la chute de l'action en bourse, Siemens Energy a pris le contrôle total de Siemens Gamesa en juin 2023.

## Histoire
Créée en 1976 sous le nom de « Grupo Auxiliar Metalúrgico », Gamesa est un groupe spécialisé dans la fabrication et la vente d'équipements industriels pour divers secteurs (automobile, aéronautique, robotique, microélectronique...).
En 1994, Gamesa se lance dans la conception et la fabrication d'éoliennes. En 1995, Gamesa étend ses activités aux panneaux solaires[Lequel ?].
En 2006, Gamesa se sépare de sa division automobile et aéronautique qui devient Aernnova Aerospace S.A. (es). En 2008, Gamesa se retire du secteur des panneaux solaires[Lequel ?] pour se concentrer uniquement sur celui de l'éolien. Fin 2012, Gamesa a annoncé la suppression de 1 800 postes, soit le quart de ses effectifs.
Marché historique, la part de l'Europe tend à décliner dans le carnet de commandes de Gamesa en 2014. L'entreprise connaît par contre un développement important aux États-Unis, devenus l'un de ses principaux marchés, au même titre que l'Amérique du Sud et la Chine.

### Rapprochement avec Areva
En janvier 2014, le groupe Areva a annoncé la création d'une coentreprise avec Gamesa, via sa filiale Areva Wind, (devenu Adwen) pour développer leurs activités dans l'éolien offshore en mutualisant leurs investissements (un accord similaire avait été passé entre Vestas et MHI à l'automne 2013). Cette coentreprise, nommée « Areva Wind Spain » sera détenue à parts égales par les deux groupes.
Ce rapprochement s'inscrit dans le cadre du projet d'Areva de développer une éolienne géante de 8 mégawatts se contentant d'un vent moyen de 12 m/s, qui pourrait intéresser de nombreux pays disposant d'un espace maritime. Avant cela, cette coopération pourrait déboucher sur un parc offshore de 126 éoliennes dès le début 2014 (630 mégawatts en fonctionnement), Areva ayant par ailleurs postulé fin 2013 au second appel d'offres français pour l'éolien offshore avec GDF Suez pour lequel il espère produire une nouvelle turbine de 8 MW, parmi les plus puissantes au monde, équivalente au prototype que le groupe danois Vestas avait annoncé pour 2014.

### Fusion avec Siemens
En juin 2016, Siemens et Gamesa annoncent la fusion des activités de Siemens dans l'éolien avec Gamesa, créant un nouvel ensemble détenu à 59 % par Siemens, qui lancera un dividende extraordinaire d'un milliard d'euros aux actionnaires de Gamesa,.
En septembre 2016, Gamesa, à la suite de sa fusion avec les activités éoliennes de Siemens, annonce acquérir auprès d'Areva la participation de 50 % qu'il ne détenait pas dans Adwen pour 60 millions d'euros.
En février 2020, Siemens annonce augmenter sa participation de 8,1 points pour 1,1 milliard d'euros, montant sa participation à 67 %.
En 2022, Siemens Energy annonce l'acquisition de la participation de 37 % qu'il ne détient pas dans Siemens Gamesa pour 4,05 milliards d'euros.
En septembre 2022, Siemens Gamesa annonce la suppression de 2 900 emplois soit près de 11 % de sa force de travail.
En janvier 2023, l'entreprise annonce avoir détecté des problèmes de qualité majeurs sur des composants de ses éoliennes (principalement des roulements et des pales de rotors). Ces révélations coûtent à l'entreprise environ un tiers de sa valeur boursière, soit plus de 6 milliards d'euros
En juin 2023, Gamesa est la cause de la chute de 30 % de Siemens Energy, après l’annonce de problèmes sur son parc éolien qui entraîne une révision à la baisse de ses perspectives de résultats. La division, spécialisée dans les éoliennes, est alors responsable d’une perte majeure révélés lors de la publication des résultats du troisième trimestre de son exercice décalé. En dépit du fait que ses commandes ont plus que doublé (7,4 milliards d’euros au 30 juin contre (3,5 milliards un an plus tôt), Gamesa affiche une baisse de 12 % de ses revenus à (2 milliards d’euros. L’excédent brut d'exploitation (Ebitda) avant éléments exceptionnels de ce pôle est en perte de (2,55 milliards d’euros, dont (1,6 milliard est relié aux problèmes des éoliennes, ce qui affecte fortement les résultats de Siemens Energy.
Siemens Gamesa prévoit une charge de (2,2 milliards d'euros pour l'année 2023, ce qui devrait provoquer une multiplication par six de sa perte nette, qui devrait atteindre (4,5 milliards d'euros.

## Puissance éolienne
Gamesa a installé près de 30 000 MW d'éoliennes dans 44 pays.
Son catalogue produit, comprenant des aérogénérateurs de moyenne puissance, les modèles Gamesa G5X-850 kW, et des aérogénérateurs MultiMW, les modèles Gamesa G8X-2.0 produisant 2 MW (60 % des ventes en 2008, dont 24 % aux États-Unis se caractérise par une adaptation optimale à tous les emplacements et à toutes les conditions de vent, ainsi que par la très forte compétitivité du coût de l’énergie produite. 
L'entreprise bénéficie de l'ouverture de nouveaux marchés, notamment au travers des parcs prévus en 2009 en Pologne, Roumanie, Bulgarie, Hongrie.

## Production en équivalents MW
- 2006 : 2 250[22]
- 2007 : 3 289[22]
- 2008 : 3 600[22] (avec 25 sites de production situés en Espagne, quatre aux États-Unis et quatre en Chine[22])

## Sponsoring
Depuis 2011, la société sponsorise le voilier Gamesa barré par Mike Golding. Sa première course est la Transat Jacques-Vabre 2011.
La société sponsorise le club de Ligue 2 Havre Athletic Club pour trois saisons à compter de la saison 2020/2021.